# Szlak Pętli Wielkopolskiej 690,0 km

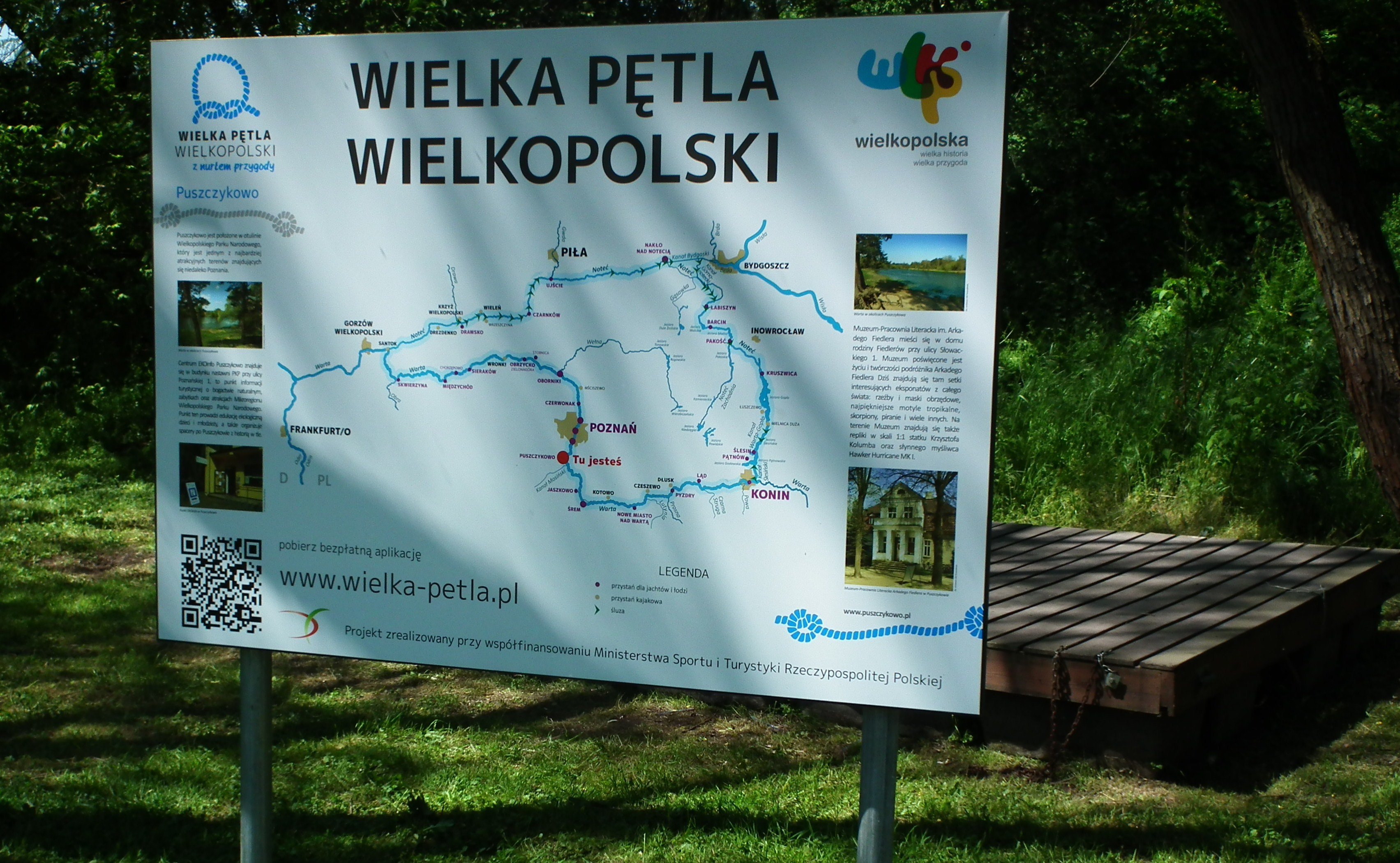
Mapa szlaku na terenie mariny w Puszczykowie

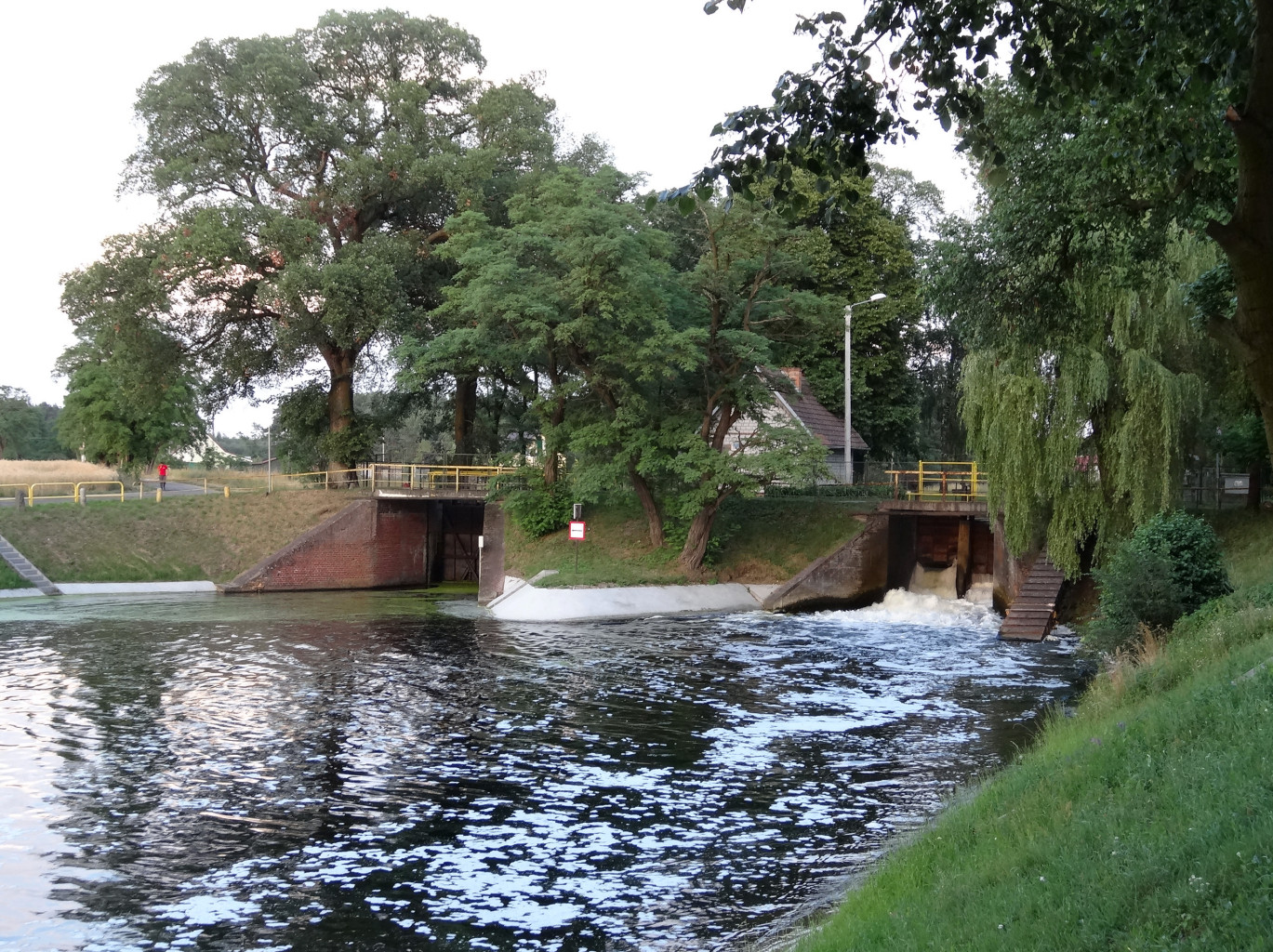
Kanał Górnonotecki - śluza w Łochowie

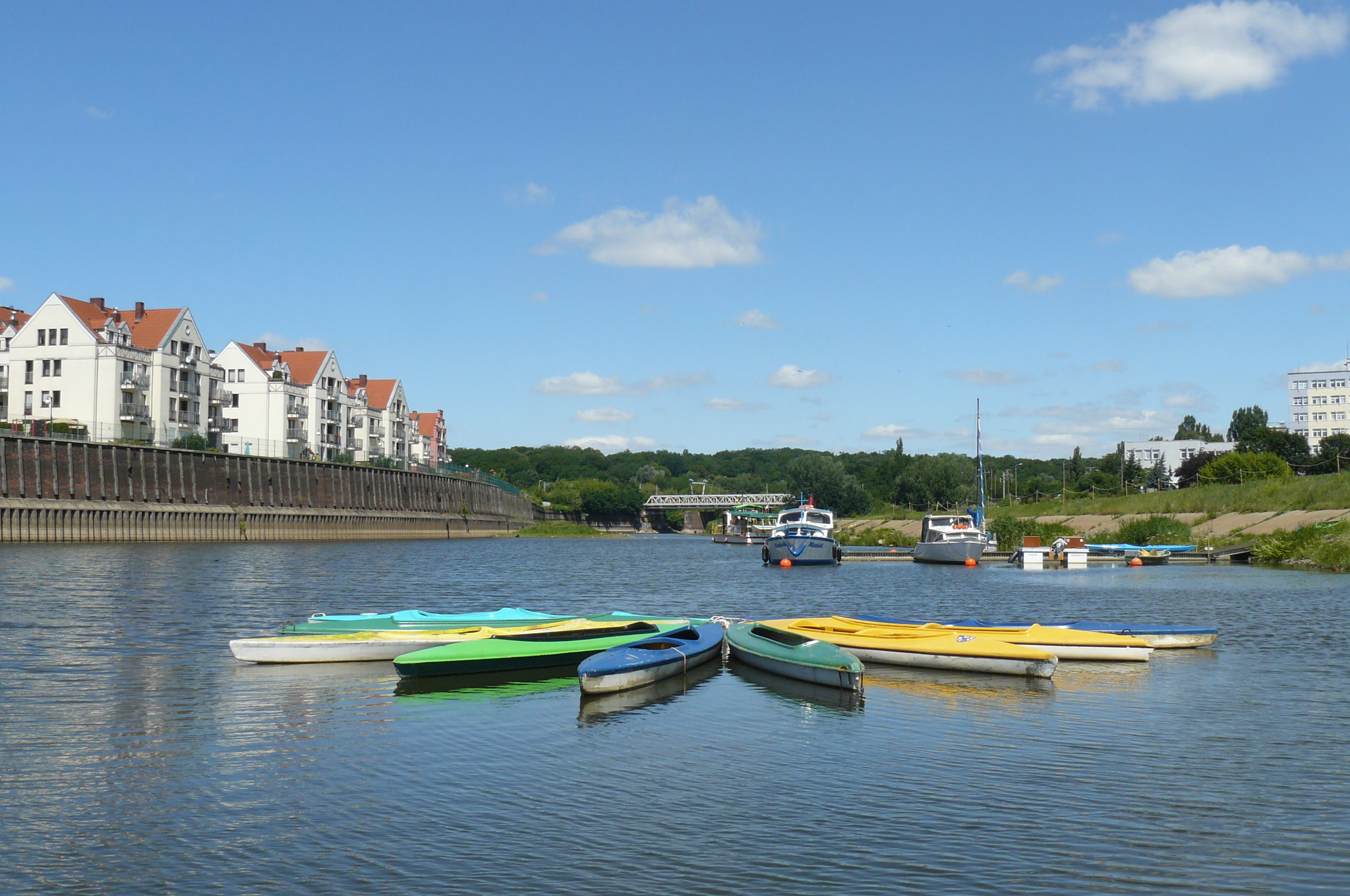
Warta w Poznaniu (port rzeczny)

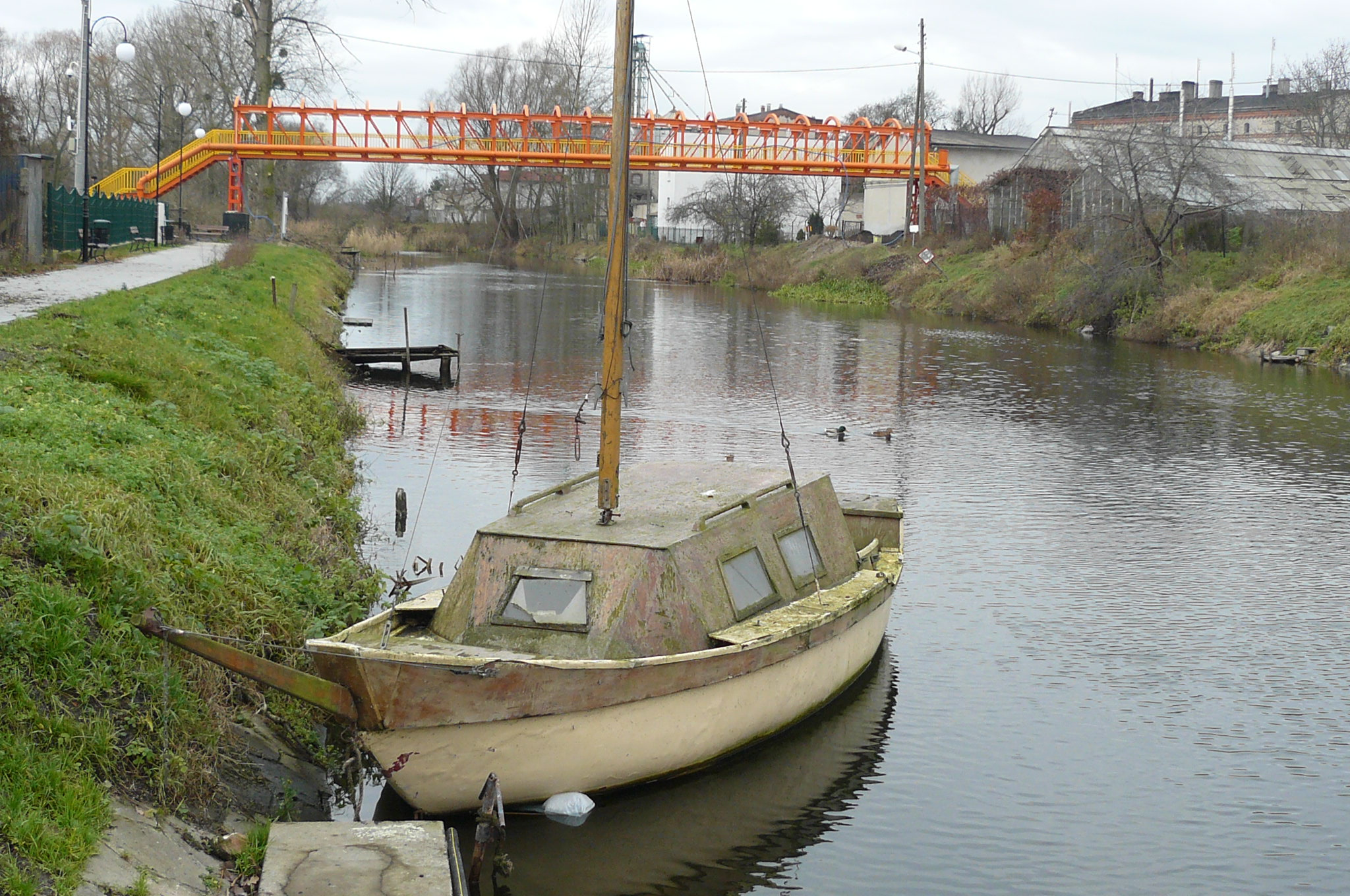
Noteć w Barcinie

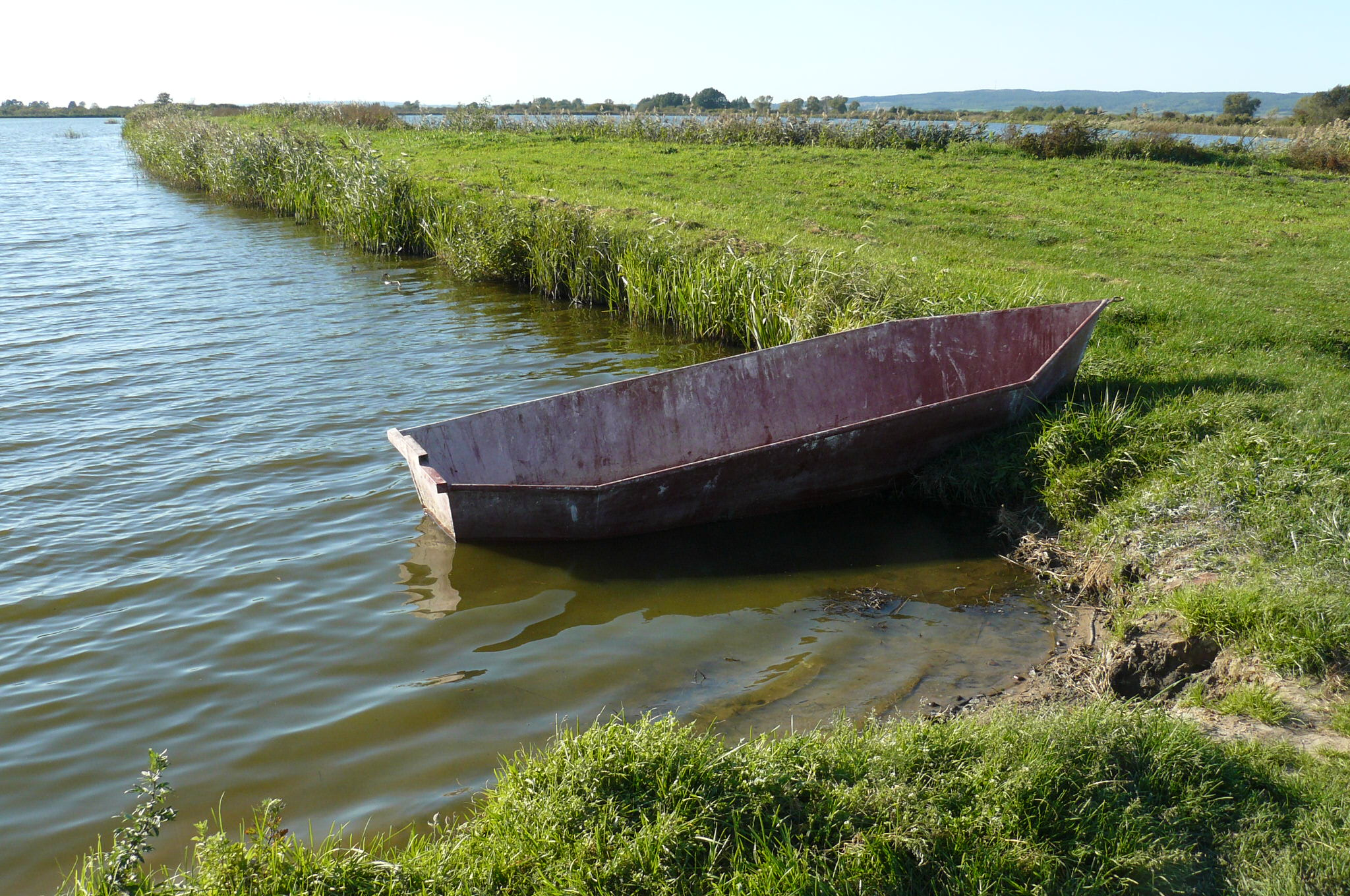
Okolice Osieka nad Notecią

Szlak Pętli Wielkopolskiej 690,0 km – odznaka turystyczno-krajoznawcza przyznawana przez Komisję Turystyki Żeglarskiej Zarządu Głównego Polskiego Towarzystwa Turystyczno-Krajoznawczego na podstawie przedstawionej przez wnioskującego kroniki-dzienniczka. 

## Cele
Odznaka została ustanowiona przez prezydium Zarządu Głównego PTTK uchwałą nr 409/XVI/2009 z dnia 30 maja 2009 i przyjęta do rozpowszechniania przez Centrum Turystyki Wodnej PTTK. Celem odznaki jest popularyzowanie walorów turystyczno-krajoznawczych szlaku wodnego "Wielka Pętla Wielkopolski" (odcinki Warty, Noteci, Kanału Górnonoteckiego, Kanału Ślesińskiego, jak również jeziora Gopło i jeziora Pątnowskiego), poznawanie pomników przyrody oraz obiektów kultury materialnej na szlaku, promowanie turystyki wodnej (wioślarstwa, kajakarstwa, motorowodniactwa i żeglarstwa), a także popularyzowanie inicjatyw wzbogacających ofertę turystyczną oraz infrastrukturę nadbrzeżną (mariny, przystanie, pomosty) na całym szlaku Wielkiej Pętli Wielkopolski.

## Stopnie
Odznaka ma dwa stopnie przyznawane niezależnie od siebie oraz stopień trzeci, szczególny:
- złota (przyznawana turystom, którzy na jachcie żaglowym, motorowym, kajaku, tratwie, łodzi wiosłowej, albo innym sprzęcie pływającym przepłynęli szlak Pętli w czasie jednej imprezy w danym roku),
- srebrna (przyznawana turystom, którzy dokonali powyższego wyczynu w odcinkach rozłożonych na kilka sezonów turystycznych),
- honorowa (przyznawana dla osób fizycznych i prawnych, organizacji pozarządowych, podmiotów samorządowych oraz związków gmin, które w swoim działaniu popularyzują walory krajoznawcze oraz wykorzystanie jezior oraz rzek i przyczyniają się do ich turystycznego zagospodarowania)[1].

Złotą i srebrną odznakę zdobywa uczestnik rejsu po przedstawieniu kroniki (dzienniczka) udokumentowanej zdjęciami i pieczątkami miejscowymi (np. zwiedzanych obiektów), według wykazu załączonego do regulaminu odznaki. W przypadku rejsu zorganizowanego komandor rejsu potwierdza przebytą trasę. Przykładowe zestawienie miejsc zawarte w regulaminie:

- Bydgoszcz
- Łabiszyn
- Barcin
- Pakość
- Kruszwica
- Ślesin
- Konin
- Ląd
- Pyzdry
- Nowe Miasto nad Wartą
- Śrem
- Poznań
- Oborniki
- Sieraków
- Międzychód
- Skwierzyna
- Santok
- Drezdenko
- Krzyż Wielkopolski
- Wieleń
- Czarnków
- Ujście
- Nakło nad Notecią[1]